# 大青島
大青島（テチョンド、だいせいとう、朝: 대청도）は、黄海に浮かぶ大韓民国（韓国）統治下の島。白翎島の南に位置し、東に北方限界線（海上軍事境界線）を挟んで朝鮮民主主義人民共和国（北朝鮮）統治下の甕津半島と対峙する。
黄海上にあって韓国の施政下にある「西海五島」（白翎島、大青島、小青島、延坪島、隅島）の一つである。

## 概要

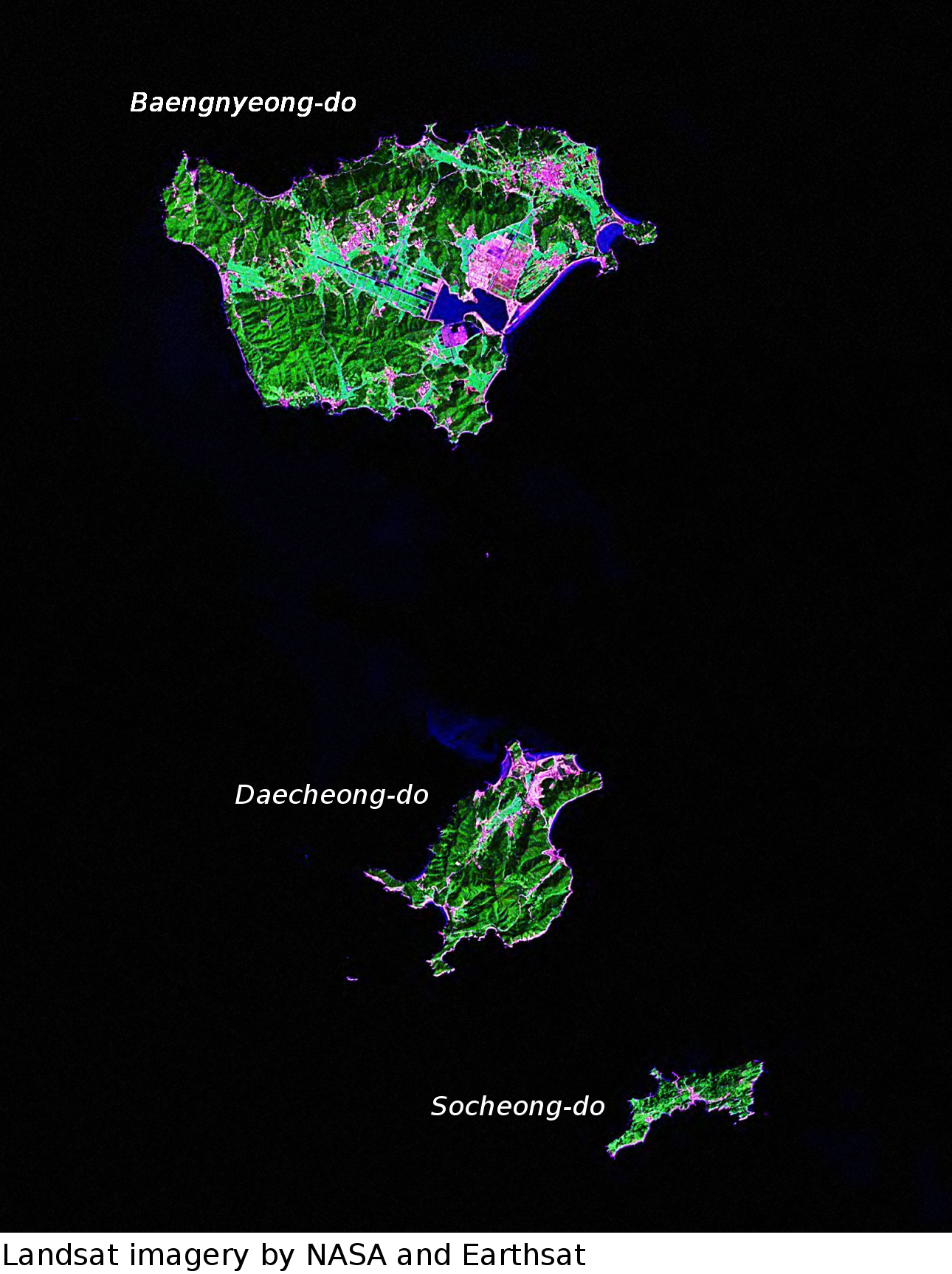
衛星画像による全景
北から白翎島、大青島、小青島
ランドサットによる撮影

行政上は、南に位置する小青島（ソチョンド）とともに仁川広域市甕津郡大青面（テチョンミョン）を構成する。
島の中央やや南よりにある三角山（343m）を中心に全体に山がちで、農耕地は北部にわずかあるだけで、住民たちは主に漁業に従事している。
2009年11月10日に大青島付近の黄海上で、北方限界線を超えて韓国側支配領海に侵入してきた北朝鮮海軍艦艇と韓国海軍艦艇との間で砲撃戦が発生し、大青海戦と呼ばれる。

## 歴史
1896年、白翎島や小青島とともに黄海道長淵郡に属した。
1945年8月、38度線以南に位置する地域は京畿道甕津郡として再編された。朝鮮戦争によって甕津半島はすべて北朝鮮領となったが、西海五島は韓国の統治下にとどまった。1974年、白翎面から大青・小青の2島が分離し、大青面が置かれた。1995年、仁川広域市の一部となった。

## 交通
韓国本土とは仁川港から小青島を経由し白翎島行きのフェリーで結ばれている。